# Velassaru
Velassaru est une petite île inhabitée des Maldives. Elle constitue une des îles-hôtel des Maldives depuis 1974, en accueillant actuellement le Laguna Beach Resort.

## Géographie
Velassaru est située dans le centre des Maldives, dans le Nord de l'atoll Malé Sud, dans la subdivision de Kaafu. 